# 関通
関通（かんつう、元禄9年4月8日（1696年5月8日） – 明和7年2月2日（1770年2月27日））は、江戸時代中期の浄土宗の僧侶。関通上人とも呼ばれる。関通が開山した転法輪寺（京都府京都市右京区）は関通さんとも呼ばれ親しまれている。
俗姓は横井。号は一蓮社向誉。

## 略歴
元禄9年（1696年）4月8日に尾張国で生まれる。12歳のときに出家する。
江戸の増上寺で学ぶ。祐天から宗戒両脈を受け、敬首（浄土律の提唱者）から菩薩戒を受ける。
享保8年（1723年）には、尾張に戻り浄土律の普及につとめた。江戸から尾張に戻る際の箱根関で通行手形による旅人の往来から、「本願念仏を手形として人間界の苦しみという関所も必ず脱出できる」と悟ったことから、以降、関通を名乗るようになる。以降、江戸、尾張、京都を行き来して、浄土律、念仏の普及に尽力した。
明和7年（1770年）2月2日に死去。

## 開山した寺
- 転法輪寺 - 京都府京都市右京区
- 円通寺 - 京都府京都市上京区
- 円輪寺 - 愛知県名古屋市中区[5]

## 著作
- 帰命本願鈔諺註俚語[1]
- 一枚起請梗概聞書[1]
- 関通上人全集[3]